# Bivona (Vibo Valentia)
Bivona è una frazione di circa 1 500 abitanti di Vibo Valentia, comune italiano capoluogo di provincia in Calabria.

## Storia
Antica sede del porto di Agatocle del quale vi sono stati alcuni rinvenimenti sui fondali marini, possiede un castello costruito a difesa dell'antico porto. L'antica Vibona era sede della diocesi di Vibona (Dioecesis Vibonensis),che secondo una tradizione leggendaria, sarebbe stata fondata in seguito alla predicazione dell'apostolo Pietro; è invece documentato il passaggio di San Paolo nella città, nel suo viaggio verso Roma. Non esiste un elenco esauriente dei vescovi di Vibona (nome con cui la città era conosciuta dopo la caduta dell'impero romano). Primo vescovo conosciuto è Romano, che partecipa al concilio di Calcedonia del 451; mentre l'ultimo noto è Stefano, presenta al secondo concilio di Nicea nel 787. La diocesi, di rito greco, era suffraganea dell'arcidiocesi di Reggio Calabria.
Dopo la caduta dell'impero romano, la città subì varie devastazioni ad opera dei Goti e dei Vandali; fu poi conquistata dai Longobardi, prima che Belisario la riconquistasse nel 536 per l'impero bizantino.
Due vescovi vibonesi sono presenti nell'epistolario gregoriano: il primo è il vescovo Rufino, incaricato nel 595 di scegliere tra il clero di Massa Nicoterana (odierna Nicotera) un sacerdote degno di sostituire temporaneamente il vescovo, all'epoca penitente per certe sue mancanze; il secondo è il vescovo Venerio che, grazie alla stima papale di cui godeva, fu incaricato dal pontefice, nel 595, di sorvegliare una spedizione di legname dal Bruzio a Roma, necessaria alla costruzione di due basiliche, successivamente, nel 599, investigò (sempre su incarico di Gregorio I e insieme ad altri vescovi della regione) sulla lite sorta tra il vescovo di Reggio e il clero e nel 600 fu inviato a Tauriana per vegliare sull'elezione del nuovo presule della diocesi.[1]
Il successivo vescovo di cui abbiamo notizia è Papinio il quale partecipò a Roma, insieme ad altri otto presuli bruzi, al Concilio Lateranense del 649 che condannò l'eresia monotelista.[1]
La città, nell'alto medioevo, fu saccheggiata più volte dai Saraceni, nell'850, nel 915 ed infine nel 983, quando fu distrutta completamente.
Dopo che la Calabria venne conquistata dai Normanni, attorno al 1080 la diocesi di Vibona, ormai vacante da tempo, fu soppressa ed il suo territorio, assieme a quello della diocesi di Tauriano, ugualmente soppressa, fu incorporato in quello della nuova diocesi di Mileto, fondata da Ruggero I d'Altavilla e capitale del suo regno. Le aggregazioni di Vibona e Tauriano alla sede di Mileto furono convalidate da papa Urbano II nel 1093 con la bolla Potestas ligandi.
Marco Tullio Cicerone sostò a Vibona nel 71 a.C., nel 58 a.C. e nel 44 a.C. La fonte storica di queste soste è lo stesso Cicerone, che ne dà dettagliate notizie nelle Lettere e nelle Verrine.
Nel 71 a.C. sostò a Vibo durante il suo viaggio verso la Sicilia, dove si recò accompagnato dal cugino Lucio Tullio per raccogliere prove e testimonianze relative al processo contro il pretore Verre. Si fermò alcuni giorni nella città, venendo a conoscenza di numerosi dettagli per l'accusa. La zona costiera di Vibo Valentia, infatti, soffrì gravi danni a causa delle incursioni piratesche ad opera di gruppi di Italici con cui Verre era connivente. A tal proposito, nel processo Cicerone disse:
(LA)
« Ipsis autem Velentinis ex tam illustri Nobilique Municipio tantis de rebus responsum nullum dedisti, cum esses cum tunica pulla et pallio »	
« Ai delegati, poi, di Vibo (ai Valentini) uomini di così illustre e nobile Municipio non desti alcuna risposta su un argomento di tanta importanza, avendo addosso una tunica oscura, dell'umile gente, e il pallio »
(Cic. Verr., V, 16)
La sosta del 58 a.C., presso la villa dell'amico Sicca, è documentata invece nella lettera ad Attico: Cicerone, nel marzo dello stesso anno lascia Roma su consiglio dello stesso Attico per sfuggire alla lex Clodia. Nella lettera, scritta nel viaggio tra Capua e Vibo si legge:
« Utinam illum diem videam, cum tibi agam gratias, quod me vivere coegisti! Adhuc quidem valde me poenitet. Sed oro, ut ad me Vibonem statim venias, quo ego multis de causis converti iter meum. Sed eo si veneris, de toto itinere ac fuga mea consilium capere potero. Si id non feceris mirabor, sed confido te esse facturum. »	(IT)
« Voglia il cielo ch'io veda il giorno in cui mi sia dato di ringraziarti per avermi persuaso a vivere. Fino ad ora certamente non ho che da pentirmene amaramente, ma vorrei pregarti di venire subito a Vibona (Vibo), verso cui, per molte ragioni, ho dovuto mutar cammino. Se verrai, potrò prendere una decisione su tutto il viaggio e sul luogo dell'esilio. Se non farai così, rimarrò dolorosamente stupito. Ma confido che lo farai. »
(Cic. Att., III, 3)
Alla morte di Cesare, Cicerone viene richiamato a Roma, ma deve di nuovo partire a causa della pericolosa situazione venutasi a creare nello scontro con Antonio. È così che nel 44 a.C. sosta nuovamente a Vibo da dove scrive ad Attico:
« [..] perveni enim Vibonem ad Siccam [..] Ibi tamquam domi mea scilicet [..] »	(IT)
« [..] sono giunto a Vibona presso Sicca [..] qui mi pareva di essere a casa mia [..] »
(Cic. Att. XVI, 6)

## Sport
Nel paese sono presenti due Campetti di Calcio, la piccola squadra di calcio che da anni educa ed allena i giovani delle Marinate è la "Futura Bivona". Nell'agosto 2007 sulle spiagge di Bivona si è svolta una tappa del campionato europeo di beach soccer. vi è anche presente una squadra di beach soccer "Pro Bivona F.C." che da anni domina lo scenario calcistico locale.

## Monumenti e luoghi d'interesse

### Il castello di Bivona
Il paesaggio in cui è inserito il castello di Bivona è, oggi fortemente alterato dalla presenza di insediamenti industriali.
Il castello è a pianta regolare con il perimetro esterno lievemente trapezoidale e torri cilindriche prive di scarpa sporgenti agli angoli. I muri di cortina sono dotati di scarpa, sopra la quale si aprono aperture di diverso tipo poste anche ad altezza diversa.
Le torri si conservano in buono stato eccetto quella Nord quasi del tutto crollata. All'interno si eleva un fabbricato rettangolare a due piani di cui rimangono solo alcune parti. Il rifornimento idrico era forse, in origine, assicurato da cisterne.
Il castello venne utilizzato per tutto il Quattrocento come struttura fortificata. L'edificio interno fu modificato: nel piano terra vennero aggiunte sul lato brevi aperture più ampie. Nel Cinquecento il castello di Bivona divenne proprietà dei Pignatelli, nuovi feudatari di Monteleone (memorabile è la causa intentata da numerosi cittadini con in testa i Baroni Lombardi Satriani di Porto Salvo che fino alla eversione della feudalità contestarono, a ragione, nei più alti tribunali del Regno il possesso della città così come del territorio) che lo ristrutturarono per utilizzarlo come fabbrica di zucchero. Presso la torre Est vennero ubicati gli ambienti con le macine per il trappeto.
Degli ambienti molitori è superstite presso la torre solo la saetta verso cui veniva canalizzata l'acqua sulla macina. La decadenza di questa attività comincia nel decennio del XVII secolo.
Il castello oggi è abbandonato. Nel 1969 è stato tamponato il muro di cortina di Sud-Ovest. Nella stessa data è stato consolidato l'angolo Sud dell'edificio interno.

### Museo della tonnara
Aperto nel 2004 e distrutto dall'alluvione del 03/07/2006, ricostruito contiene alcune testimonianze dell'attività peschereccia del secolo scorso e precedente come barche e strumenti per l'attività ittica. Nella struttura inoltre, è presente una piccola e antica cappella, dedicata a San Francesco di Paola e Sant'Antonio da Padova.

## Economia
L'economia di Bivona si basa quasi totalmente sul turismo con la presenza di lidi e villaggi vacanze rinomati in ambito territoriale.